# Соколско
Соколско е село в Южна България. То се намира в община Кърджали, област Кърджали.

## География
Село Соколско се намира в планински район.
В близост се намират популярни скални образувания и ниши.

## Население
Численост и дял на етническите групи според преброяването на населението през 2011 г.:
|                     | Численост | Дял (в %) |
| Общо                | 6         | 100,00    |
| Българи             | 0         | 0,00      |
| Турци               | 0         | 0,00      |
| Цигани              | 0         | 0,00      |
| Други               | 0         | 0,00      |
| Не се самоопределят | 0         | 0,00      |
| Неотговорили        | 0         | 0,00      |

## Транспорт
Селото се обслужва се от жп спирка Момина скала на жп линията Димитровград-Подкова. Същата обслужва още и село Лисиците, разположено на южния бряг на язовир Студен кладенец.